# Unicodeblock Katakana
Der Unicodeblock Katakana (U+30A0 bis U+30FF) enthält die Silbenschrift Katakana, die einen von drei Bestandteilen der japanischen Schrift darstellt. In Katakana werden vor allem Fremdwörter oder die Ainu-Sprache geschrieben – letztere zusätzlich auch mit dem Unicodeblock Katakana, Phonetische Erweiterungen.

## Tabelle
| Unicodenummer  | Zeichen (400 %) | Kategorie                               | Bidirektionale Klasse     | Offizielle Bezeichnung                 | Beschreibung                              |
| -------------- | --------------- | --------------------------------------- | ------------------------- | -------------------------------------- | ----------------------------------------- |
| U+30A0 (12448) | ゠              | strichförmige Interpunktion             | anderes neutrales Zeichen | KATAKANA-HIRAGANA DOUBLE HYPHEN        | Doppelter Katakana-Hiragana-Bindestrich   |
| U+30A1 (12449) | ァ              | anderer Buchstabe, Silbe oder Ideogramm | links nach rechts         | KATAKANA LETTER SMALL A                | Katakana-Zeichen kleines A                |
| U+30A2 (12450) | ア              | anderer Buchstabe, Silbe oder Ideogramm | links nach rechts         | KATAKANA LETTER A                      | Katakana-Zeichen A                        |
| U+30A3 (12451) | ィ              | anderer Buchstabe, Silbe oder Ideogramm | links nach rechts         | KATAKANA LETTER SMALL I                | Katakana-Zeichen kleines I                |
| U+30A4 (12452) | イ              | anderer Buchstabe, Silbe oder Ideogramm | links nach rechts         | KATAKANA LETTER I                      | Katakana-Zeichen I                        |
| U+30A5 (12453) | ゥ              | anderer Buchstabe, Silbe oder Ideogramm | links nach rechts         | KATAKANA LETTER SMALL U                | Katakana-Zeichen kleines U                |
| U+30A6 (12454) | ウ              | anderer Buchstabe, Silbe oder Ideogramm | links nach rechts         | KATAKANA LETTER U                      | Katakana-Zeichen U                        |
| U+30A7 (12455) | ェ              | anderer Buchstabe, Silbe oder Ideogramm | links nach rechts         | KATAKANA LETTER SMALL E                | Katakana-Zeichen kleines E                |
| U+30A8 (12456) | エ              | anderer Buchstabe, Silbe oder Ideogramm | links nach rechts         | KATAKANA LETTER E                      | Katakana-Zeichen E                        |
| U+30A9 (12457) | ォ              | anderer Buchstabe, Silbe oder Ideogramm | links nach rechts         | KATAKANA LETTER SMALL O                | Katakana-Zeichen kleines O                |
| U+30AA (12458) | オ              | anderer Buchstabe, Silbe oder Ideogramm | links nach rechts         | KATAKANA LETTER O                      | Katakana-Zeichen O                        |
| U+30AB (12459) | カ              | anderer Buchstabe, Silbe oder Ideogramm | links nach rechts         | KATAKANA LETTER KA                     | Katakana-Zeichen Ka                       |
| U+30AC (12460) | ガ              | anderer Buchstabe, Silbe oder Ideogramm | links nach rechts         | KATAKANA LETTER GA                     | Katakana-Zeichen Ga                       |
| U+30AD (12461) | キ              | anderer Buchstabe, Silbe oder Ideogramm | links nach rechts         | KATAKANA LETTER KI                     | Katakana-Zeichen Ki                       |
| U+30AE (12462) | ギ              | anderer Buchstabe, Silbe oder Ideogramm | links nach rechts         | KATAKANA LETTER GI                     | Katakana-Zeichen Gi                       |
| U+30AF (12463) | ク              | anderer Buchstabe, Silbe oder Ideogramm | links nach rechts         | KATAKANA LETTER KU                     | Katakana-Zeichen Ku                       |
| U+30B0 (12464) | グ              | anderer Buchstabe, Silbe oder Ideogramm | links nach rechts         | KATAKANA LETTER GU                     | Katakana-Zeichen Gu                       |
| U+30B1 (12465) | ケ              | anderer Buchstabe, Silbe oder Ideogramm | links nach rechts         | KATAKANA LETTER KE                     | Katakana-Zeichen Ke                       |
| U+30B2 (12466) | ゲ              | anderer Buchstabe, Silbe oder Ideogramm | links nach rechts         | KATAKANA LETTER GE                     | Katakana-Zeichen Ge                       |
| U+30B3 (12467) | コ              | anderer Buchstabe, Silbe oder Ideogramm | links nach rechts         | KATAKANA LETTER KO                     | Katakana-Zeichen Ko                       |
| U+30B4 (12468) | ゴ              | anderer Buchstabe, Silbe oder Ideogramm | links nach rechts         | KATAKANA LETTER GO                     | Katakana-Zeichen Go                       |
| U+30B5 (12469) | サ              | anderer Buchstabe, Silbe oder Ideogramm | links nach rechts         | KATAKANA LETTER SA                     | Katakana-Zeichen Sa                       |
| U+30B6 (12470) | ザ              | anderer Buchstabe, Silbe oder Ideogramm | links nach rechts         | KATAKANA LETTER ZA                     | Katakana-Zeichen Za                       |
| U+30B7 (12471) | シ              | anderer Buchstabe, Silbe oder Ideogramm | links nach rechts         | KATAKANA LETTER SI                     | Katakana-Zeichen Si                       |
| U+30B8 (12472) | ジ              | anderer Buchstabe, Silbe oder Ideogramm | links nach rechts         | KATAKANA LETTER ZI                     | Katakana-Zeichen Zi                       |
| U+30B9 (12473) | ス              | anderer Buchstabe, Silbe oder Ideogramm | links nach rechts         | KATAKANA LETTER SU                     | Katakana-Zeichen Su                       |
| U+30BA (12474) | ズ              | anderer Buchstabe, Silbe oder Ideogramm | links nach rechts         | KATAKANA LETTER ZU                     | Katakana-Zeichen Zu                       |
| U+30BB (12475) | セ              | anderer Buchstabe, Silbe oder Ideogramm | links nach rechts         | KATAKANA LETTER SE                     | Katakana-Zeichen Se                       |
| U+30BC (12476) | ゼ              | anderer Buchstabe, Silbe oder Ideogramm | links nach rechts         | KATAKANA LETTER ZE                     | Katakana-Zeichen Ze                       |
| U+30BD (12477) | ソ              | anderer Buchstabe, Silbe oder Ideogramm | links nach rechts         | KATAKANA LETTER SO                     | Katakana-Zeichen So                       |
| U+30BE (12478) | ゾ              | anderer Buchstabe, Silbe oder Ideogramm | links nach rechts         | KATAKANA LETTER ZO                     | Katakana-Zeichen Zo                       |
| U+30BF (12479) | タ              | anderer Buchstabe, Silbe oder Ideogramm | links nach rechts         | KATAKANA LETTER TA                     | Katakana-Zeichen Ta                       |
| U+30C0 (12480) | ダ              | anderer Buchstabe, Silbe oder Ideogramm | links nach rechts         | KATAKANA LETTER DA                     | Katakana-Zeichen Da                       |
| U+30C1 (12481) | チ              | anderer Buchstabe, Silbe oder Ideogramm | links nach rechts         | KATAKANA LETTER TI                     | Katakana-Zeichen Ti                       |
| U+30C2 (12482) | ヂ              | anderer Buchstabe, Silbe oder Ideogramm | links nach rechts         | KATAKANA LETTER DI                     | Katakana-Zeichen Di                       |
| U+30C3 (12483) | ッ              | anderer Buchstabe, Silbe oder Ideogramm | links nach rechts         | KATAKANA LETTER SMALL TU               | Katakana-Zeichen kleines Tsu              |
| U+30C4 (12484) | ツ              | anderer Buchstabe, Silbe oder Ideogramm | links nach rechts         | KATAKANA LETTER TU                     | Katakana-Zeichen Tsu                      |
| U+30C5 (12485) | ヅ              | anderer Buchstabe, Silbe oder Ideogramm | links nach rechts         | KATAKANA LETTER DU                     | Katakana-Zeichen Du                       |
| U+30C6 (12486) | テ              | anderer Buchstabe, Silbe oder Ideogramm | links nach rechts         | KATAKANA LETTER TE                     | Katakana-Zeichen Te                       |
| U+30C7 (12487) | デ              | anderer Buchstabe, Silbe oder Ideogramm | links nach rechts         | KATAKANA LETTER DE                     | Katakana-Zeichen De                       |
| U+30C8 (12488) | ト              | anderer Buchstabe, Silbe oder Ideogramm | links nach rechts         | KATAKANA LETTER TO                     | Katakana-Zeichen To                       |
| U+30C9 (12489) | ド              | anderer Buchstabe, Silbe oder Ideogramm | links nach rechts         | KATAKANA LETTER DO                     | Katakana-Zeichen Do                       |
| U+30CA (12490) | ナ              | anderer Buchstabe, Silbe oder Ideogramm | links nach rechts         | KATAKANA LETTER NA                     | Katakana-Zeichen Na                       |
| U+30CB (12491) | ニ              | anderer Buchstabe, Silbe oder Ideogramm | links nach rechts         | KATAKANA LETTER NI                     | Katakana-Zeichen Ni                       |
| U+30CC (12492) | ヌ              | anderer Buchstabe, Silbe oder Ideogramm | links nach rechts         | KATAKANA LETTER NU                     | Katakana-Zeichen Nu                       |
| U+30CD (12493) | ネ              | anderer Buchstabe, Silbe oder Ideogramm | links nach rechts         | KATAKANA LETTER NE                     | Katakana-Zeichen Ne                       |
| U+30CE (12494) | ノ              | anderer Buchstabe, Silbe oder Ideogramm | links nach rechts         | KATAKANA LETTER NO                     | Katakana-Zeichen No                       |
| U+30CF (12495) | ハ              | anderer Buchstabe, Silbe oder Ideogramm | links nach rechts         | KATAKANA LETTER HA                     | Katakana-Zeichen Ha                       |
| U+30D0 (12496) | バ              | anderer Buchstabe, Silbe oder Ideogramm | links nach rechts         | KATAKANA LETTER BA                     | Katakana-Zeichen Ba                       |
| U+30D1 (12497) | パ              | anderer Buchstabe, Silbe oder Ideogramm | links nach rechts         | KATAKANA LETTER PA                     | Katakana-Zeichen Pa                       |
| U+30D2 (12498) | ヒ              | anderer Buchstabe, Silbe oder Ideogramm | links nach rechts         | KATAKANA LETTER HI                     | Katakana-Zeichen Hi                       |
| U+30D3 (12499) | ビ              | anderer Buchstabe, Silbe oder Ideogramm | links nach rechts         | KATAKANA LETTER BI                     | Katakana-Zeichen Bi                       |
| U+30D4 (12500) | ピ              | anderer Buchstabe, Silbe oder Ideogramm | links nach rechts         | KATAKANA LETTER PI                     | Katakana-Zeichen Pi                       |
| U+30D5 (12501) | フ              | anderer Buchstabe, Silbe oder Ideogramm | links nach rechts         | KATAKANA LETTER HU                     | Katakana-Zeichen Hu                       |
| U+30D6 (12502) | ブ              | anderer Buchstabe, Silbe oder Ideogramm | links nach rechts         | KATAKANA LETTER BU                     | Katakana-Zeichen Bu                       |
| U+30D7 (12503) | プ              | anderer Buchstabe, Silbe oder Ideogramm | links nach rechts         | KATAKANA LETTER PU                     | Katakana-Zeichen Pu                       |
| U+30D8 (12504) | ヘ              | anderer Buchstabe, Silbe oder Ideogramm | links nach rechts         | KATAKANA LETTER HE                     | Katakana-Zeichen He                       |
| U+30D9 (12505) | ベ              | anderer Buchstabe, Silbe oder Ideogramm | links nach rechts         | KATAKANA LETTER BE                     | Katakana-Zeichen Be                       |
| U+30DA (12506) | ペ              | anderer Buchstabe, Silbe oder Ideogramm | links nach rechts         | KATAKANA LETTER PE                     | Katakana-Zeichen Pe                       |
| U+30DB (12507) | ホ              | anderer Buchstabe, Silbe oder Ideogramm | links nach rechts         | KATAKANA LETTER HO                     | Katakana-Zeichen Ho                       |
| U+30DC (12508) | ボ              | anderer Buchstabe, Silbe oder Ideogramm | links nach rechts         | KATAKANA LETTER BO                     | Katakana-Zeichen Bo                       |
| U+30DD (12509) | ポ              | anderer Buchstabe, Silbe oder Ideogramm | links nach rechts         | KATAKANA LETTER PO                     | Katakana-Zeichen Po                       |
| U+30DE (12510) | マ              | anderer Buchstabe, Silbe oder Ideogramm | links nach rechts         | KATAKANA LETTER MA                     | Katakana-Zeichen Ma                       |
| U+30DF (12511) | ミ              | anderer Buchstabe, Silbe oder Ideogramm | links nach rechts         | KATAKANA LETTER MI                     | Katakana-Zeichen Mi                       |
| U+30E0 (12512) | ム              | anderer Buchstabe, Silbe oder Ideogramm | links nach rechts         | KATAKANA LETTER MU                     | Katakana-Zeichen Mu                       |
| U+30E1 (12513) | メ              | anderer Buchstabe, Silbe oder Ideogramm | links nach rechts         | KATAKANA LETTER ME                     | Katakana-Zeichen Me                       |
| U+30E2 (12514) | モ              | anderer Buchstabe, Silbe oder Ideogramm | links nach rechts         | KATAKANA LETTER MO                     | Katakana-Zeichen Mo                       |
| U+30E3 (12515) | ャ              | anderer Buchstabe, Silbe oder Ideogramm | links nach rechts         | KATAKANA LETTER SMALL YA               | Katakana-Zeichen kleines Ya               |
| U+30E4 (12516) | ヤ              | anderer Buchstabe, Silbe oder Ideogramm | links nach rechts         | KATAKANA LETTER YA                     | Katakana-Zeichen Ya                       |
| U+30E5 (12517) | ュ              | anderer Buchstabe, Silbe oder Ideogramm | links nach rechts         | KATAKANA LETTER SMALL YU               | Katakana-Zeichen kleines Yu               |
| U+30E6 (12518) | ユ              | anderer Buchstabe, Silbe oder Ideogramm | links nach rechts         | KATAKANA LETTER YU                     | Katakana-Zeichen Yu                       |
| U+30E7 (12519) | ョ              | anderer Buchstabe, Silbe oder Ideogramm | links nach rechts         | KATAKANA LETTER SMALL YO               | Katakana-Zeichen kleines Yo               |
| U+30E8 (12520) | ヨ              | anderer Buchstabe, Silbe oder Ideogramm | links nach rechts         | KATAKANA LETTER YO                     | Katakana-Zeichen Yo                       |
| U+30E9 (12521) | ラ              | anderer Buchstabe, Silbe oder Ideogramm | links nach rechts         | KATAKANA LETTER RA                     | Katakana-Zeichen Ra                       |
| U+30EA (12522) | リ              | anderer Buchstabe, Silbe oder Ideogramm | links nach rechts         | KATAKANA LETTER RI                     | Katakana-Zeichen Ri                       |
| U+30EB (12523) | ル              | anderer Buchstabe, Silbe oder Ideogramm | links nach rechts         | KATAKANA LETTER RU                     | Katakana-Zeichen Ru                       |
| U+30EC (12524) | レ              | anderer Buchstabe, Silbe oder Ideogramm | links nach rechts         | KATAKANA LETTER RE                     | Katakana-Zeichen Re                       |
| U+30ED (12525) | ロ              | anderer Buchstabe, Silbe oder Ideogramm | links nach rechts         | KATAKANA LETTER RO                     | Katakana-Zeichen Ro                       |
| U+30EE (12526) | ヮ              | anderer Buchstabe, Silbe oder Ideogramm | links nach rechts         | KATAKANA LETTER SMALL WA               | Katakana-Zeichen kleines Wa               |
| U+30EF (12527) | ワ              | anderer Buchstabe, Silbe oder Ideogramm | links nach rechts         | KATAKANA LETTER WA                     | Katakana-Zeichen Wa                       |
| U+30F0 (12528) | ヰ              | anderer Buchstabe, Silbe oder Ideogramm | links nach rechts         | KATAKANA LETTER WI                     | Katakana-Zeichen Wi                       |
| U+30F1 (12529) | ヱ              | anderer Buchstabe, Silbe oder Ideogramm | links nach rechts         | KATAKANA LETTER WE                     | Katakana-Zeichen We                       |
| U+30F2 (12530) | ヲ              | anderer Buchstabe, Silbe oder Ideogramm | links nach rechts         | KATAKANA LETTER WO                     | Katakana-Zeichen Wo                       |
| U+30F3 (12531) | ン              | anderer Buchstabe, Silbe oder Ideogramm | links nach rechts         | KATAKANA LETTER N                      | Katakana-Zeichen N                        |
| U+30F4 (12532) | ヴ              | anderer Buchstabe, Silbe oder Ideogramm | links nach rechts         | KATAKANA LETTER VU                     | Katakana-Zeichen Vu                       |
| U+30F5 (12533) | ヵ              | anderer Buchstabe, Silbe oder Ideogramm | links nach rechts         | KATAKANA LETTER SMALL KA               | Katakana-Zeichen kleines Ka               |
| U+30F6 (12534) | ヶ              | anderer Buchstabe, Silbe oder Ideogramm | links nach rechts         | KATAKANA LETTER SMALL KE               | Katakana-Zeichen kleines Ke               |
| U+30F7 (12535) | ヷ              | anderer Buchstabe, Silbe oder Ideogramm | links nach rechts         | KATAKANA LETTER VA                     | Katakana-Zeichen Va                       |
| U+30F8 (12536) | ヸ              | anderer Buchstabe, Silbe oder Ideogramm | links nach rechts         | KATAKANA LETTER VI                     | Katakana-Zeichen Vi                       |
| U+30F9 (12537) | ヹ              | anderer Buchstabe, Silbe oder Ideogramm | links nach rechts         | KATAKANA LETTER VE                     | Katakana-Zeichen Ve                       |
| U+30FA (12538) | ヺ              | anderer Buchstabe, Silbe oder Ideogramm | links nach rechts         | KATAKANA LETTER VO                     | Katakana-Zeichen Vo                       |
| U+30FB (12539) | ・              | andere Interpunktion                    | anderes neutrales Zeichen | KATAKANA MIDDLE DOT                    | Katakana-Mittelpunkt                      |
| U+30FC (12540) | ー              | modifizierender Buchstabe               | links nach rechts         | KATAKANA-HIRAGANA PROLONGED SOUND MARK | Katakana-Längungszeichen                  |
| U+30FD (12541) | ヽ              | modifizierender Buchstabe               | links nach rechts         | KATAKANA ITERATION MARK                | Katakana-Wiederholungszeichen             |
| U+30FE (12542) | ヾ              | modifizierender Buchstabe               | links nach rechts         | KATAKANA VOICED ITERATION MARK         | Stimmhaftes Katakana-Wiederholungszeichen |
| U+30FF (12543) | ヿ              | anderer Buchstabe, Silbe oder Ideogramm | links nach rechts         | KATAKANA DIGRAPH KOTO                  | Katakana-Digraph Koto                     |